# غاري بوتشر
غاري بوتشر (11 مارس 1975 في المملكة المتحدة - ) (بالإنجليزية: Gary Butcher)‏ هو لاعب كريكت بريطاني. شارك مع منتخب إنجلترا للكريكت.

## وصلات خارجية
- غاري بوتشر على موقع إي آس بي آن كريك إنفو (الإنجليزية)